# Sediments
Sediments is een muziekalbum van de Duister Stephen Parsick. Het album dat in een oplage van 25 stuks verscheen bevat opnamen uit zijn beginperiode als bespeler van elektronische muziek. De muziek heeft veel weg van Tangerine Dream, maar neigt daarbij naar ambient, de stroming waar hij later in belandde met zijn doombient. De opnamen verschenen eerder in 1989 (The rotation of galaxy) en 1991 (Polarity) als Compact cassettes, destijds een populair medium voor het uitbrengen van eigen producties, die dan via postorder geleverd moesten worden. De Cd-r van 2008 bevat een tekstdocument met alle details zoals gebruikt instrumentarium en opnameapparatuur, alsmede een aantal anekdotes uit die tijd. The rotation of galaxy verscheen onder zijn pseudoniem destijds Ganymed.

## Musicus
- Parsick – alle instrumenten

## Composities
1. Circulation of events (7:26) (van The rotation of galaxy, september 1989 opgenomen in Neuss)
2. Point of singularity (12:22) (idem)
3. Espace (10:32) (idem)
4. Through the open sky (8:12) (van Polarity, 1991)
5. Vocobeat (3:10) (idem)
6. Creation (3:47) (idem)
7. Encounter with the Gods (4:59)(idem)
8. Infinite void (6:22)(idem)
9. Encounter reprise (1:47) (idem)
10. Der blaue Klaus (6:39) (onbekend uit 1994)
11. Gnadenlos kosmisch (14:06) (idem)